# Hydrophorus tibetanus
Hydrophorus tibetanus är en tvåvingeart som beskrevs av Becker 1917. Hydrophorus tibetanus ingår i släktet Hydrophorus och familjen styltflugor. Inga underarter finns listade i Catalogue of Life.